# Sphecodes confertus
Sphecodes confertus är en biart som beskrevs av Thomas Say 1837. Sphecodes confertus ingår i släktet blodbin, och familjen vägbin. Inga underarter finns listade i Catalogue of Life.